# Doppio legame (psicologia)
Il doppio legame (detto anche doppio vincolo, in originale: double bind) è un concetto psicologico teorizzato da Gregory Bateson e dai suoi colleghi negli anni '50 per spiegare le origini della schizofrenia e utilizzato in seguito nella cosiddetta scuola di Palo Alto.

## Caratteristiche
Il doppio legame indica una situazione in cui la comunicazione tra due individui, uniti da una relazione emotivamente rilevante, presenta una incongruenza tra il livello verbale (quello che viene detto a parole) e quello non verbale (gesti, atteggiamenti, tono di voce, ecc.), e la situazione sia tale per cui il ricevente del messaggio non abbia la possibilità di sottrarsi a questo schema stabilito dal messaggio, o metacomunicando o chiudendosi in se stesso.
Come esempio Bateson riporta l'episodio della madre che dopo un lungo periodo rivede il figlio, ricoverato per disturbi mentali. Il figlio, in un gesto d'affetto, tenta di abbracciare la madre, la quale si irrigidisce; il figlio a questo punto si ritrae, al che la madre gli dice: "Non devi aver paura di esprimere i tuoi sentimenti" o "Sii spontaneo!". A livello di comunicazione implicita (il gesto di irrigidimento) la madre esprime rifiuto per il gesto d'affetto del figlio, invece a livello di comunicazione esplicita (la frase detta in seguito), la madre nega di essere la responsabile dell'allontanamento, alludendo al fatto che il figlio si sia ritratto non perché intimorito dall'irrigidimento della madre, ma perché bloccato dai suoi stessi sentimenti; il figlio, colpevolizzato, si trova impossibilitato a rispondere. (Potremmo immaginare quanto incidente possa essere se il doppio legame fosse un portato subito dal padre, dal suo lavoro, dagli atteggiamenti tra integrati e autoctoni che per anni è stato rassicurante ma poi viene tradito da quelli che insistono a polarizzare la società, riproducendo doppi legami sui figli degli altri, allievi o pazienti, appena si presentano loro).
Rifacendosi ai suoi studi sui livelli dell'apprendimento, Bateson e il suo gruppo ipotizzano che nei contesti schizofrenogeni si possano riscontrare delle esposizioni croniche a situazioni familiari, con particolare riguardo alla madre, di doppio legame. Tale esposizione comporterebbe nel soggetto l'incapacità di valutare correttamente i legami tra comunicazione esplicita e implicita adoperati dai comunicanti. Per esempio: posta di fronte a semplici domande quali "come stai oggi?", "cosa stai facendo?", il soggetto non riuscirebbe ad accettarle come domande prive di doppi fini non contraddittori. In questa prospettiva, la sindrome schizofrenica appare come un tentativo di fuga o difesa, di non comunicazione o meglio di risposta non verbale, in un contesto in cui ogni comunicazione debba essere sanzionata come un veleno che si pretende d'essere cura spontanea, mentre talvolta il genitore schizofrenico è il primo ad aver un vissuto, delle esperienze di vita pericolosa, forse curate a sua volta con promesse e paure e quando deve giustificare una sua reazione irrimediabilmente razionalizza il proprio doppio legame cone fosse una cosa normalissima. Nei luoghi di lavoro ciò è indotto dalla personalità burocratica (Goffman): i soggetti devono mostrare la coerenza dell'azione volta a scalare le file della gerarchia e si impongono di distruggere nemici e ostacoli, d'altra parte imponendo visioni spesso poco informate o pure distorte dei loro ordini per depistare gli esecutori a proprio vantaggio. Questo oggi accade anche nel cooperative learning sia in presenza che a distanza con i nuovi media condivisi tramite computer o cloud, drive, registri. Metafora evocativa simile è l'abuso d'ufficio: il dirigente sfrutta il doppio legame di un ordine per fare poi da spettatore alla rovina del sottoposto. Pratiche che sottolineano una razionale componente sadica che non ha nulla a che fare con l'istruzione, il comando, l'orientamento... la schizofrenia può essere complessificata dal disturbo overt e covert della personalità: la capacità di operare tra i due rapidamente del doppio legame, la rende difficilmente diagnosticabile - investiti di uno scopo di giustizia, probabilmente, gli schizofrenici fanno più danni della colpa oggetto della loro repressione.
Questo costrutto ebbe larga eco, tanto che nel 1961 gli autori vennero insigniti del Frieda Fromm-Reichmann Award dall'Academy of Psychoanalysis. Tuttavia da allora l'ipotesi per la quale ricorrenti esposizioni a situazioni di doppio legame fossero riscontrabili in contesti schizofrenogeni viene costantemente distorta, sostenendo che Bateson e il suo gruppo dichiararono che il doppio legame causa la schizofrenia (si veda più sotto il paragrafo Critiche).
Oltre al doppio legame come situazione patogena, Bateson propone in psicoterapia l'uso di forme di doppio legame terapeutico, in grado di sbloccare le situazioni di discomunicazione, in cui lo schizofrenico precipita costantemente. Una di queste tecniche è la “prescrizione del sintomo”, un intervento paradossale a fini terapeutici basato sul doppio legame fra paziente e terapeuta.

## Critiche
In L'Anti-Edipo, Gilles Deleuze e Félix Guattari argomentano che da solo un doppio legame non può produrre la schizofrenia. Secondo loro il doppio legame pervade l'intera società: chi non ne è vittima e/o artefice? Eppure non in tutti produce la malattia.
In realtà il gruppo Bateson aveva già risposto a critiche simili. In seguito Paul Watzlawick e collaboratori lo ribadiranno nella Pragmatica della comunicazione umana (1967). In questo testo viene chiarito che, seppure la maggior parte delle persone abbia avuto delle esperienze di doppio legame nel corso della vita, queste perlo più sono esperienze "isolate e spurie [...]. Una situazione diversa si presenta quando si è esposti al doppio legame per lungo tempo e a poco a poco ci si abitua e la si aspetta, con particolare attenzione al periodo infantile, in cui i bambini dispongono di poche difese e hanno un pensiero che li porta a concludere che una simile comunicazione avvenga in tutto il mondo" (trad. it., p. 203).
Anche nei casi di esposizione continua, gli autori sono ben lontani dal sostenere che il doppio legame causi alcunché, in sintonia con un modello epistemologico che si allontana dall'individuazione e dalla teorizzazione di una causa unica (causalità lineare), preferendo considerare una molteplicità di cause ed effetti che retroagiscono su se stesse (causalità circolare). Di nuovo, in maniera del tutto esplicita, gli autori affermano che "il doppio legame non causa la schizofrenia. Tutto quello che si può dire è che dove il doppio legame è diventato il modello predominante della comunicazione [...] si scopre che il comportamento di questo individuo soddisfa i criteri diagnostici della schizofrenia" (Ivi, p. 204).